# Prisão de Yoon Suk-yeol
A partir de 3 de janeiro de 2025, as autoridades sul-coreanas tentaram prender Yoon Suk-yeol, o presidente da Coreia do Sul, que estava confinado em sua residência presidencial oficial desde seu impeachment em 14 de dezembro de 2024. O mandado de prisão, concedido em 31 de dezembro de 2024 pelo Tribunal Distrital Ocidental de Seul, decorreu de investigações sobre a declaração de lei marcial de Yoon em 3 de dezembro de 2024, bem como sua recusa em comparecer a qualquer uma das três intimações exigidas pelo Escritório de Investigação de Corrupção para Altos Funcionários (CIO, sigla em inglês). Em 15 de janeiro, após uma infiltração em sua residência, Yoon se entregou ao CIO, encerrando a tentativa de prisão.
A operação de prisão inicial e malsucedida em 3 de janeiro resultou em um complexo impasse de segurança em sua residência presidencial em Hannam-dong, Yongsan, Seul, envolvendo diversas forças de segurança e durando várias horas. Após cerca de seis horas de confronto na residência de Yoon, o CIO suspendeu suas operações, alegando preocupações com a segurança do pessoal. Não teve sucesso principalmente devido à resistência do Serviço de Segurança Presidencial e às objeções legais dos advogados de defesa de Yoon. O mandado de prisão e a busca marcaram a primeira prisão de um presidente em exercício na história do país.

## Antecedentes
Em 3 de dezembro de 2024, às 22h27, horário padrão da Coreia (KST), Yoon Suk-yeol, presidente da Coreia do Sul, declarou lei marcial durante um discurso à nação transmitido pela televisão. Na declaração, Yoon acusou o Partido Democrático da Coreia, que detinha a maioria na Assembleia Nacional, de realizar "atividades antiestado" e de colaborar com "comunistas norte-coreanos" para desestabilizar o país, promovendo uma "ditadura legislativa". A ordem imposta pelo presidente proibiu atividades políticas, incluindo reuniões da Assembleia Nacional e legislaturas locais, além de suspender a liberdade de imprensa. Paralelamente, Yoon teria ordenado a prisão de diversos opositores políticos, incluindo líderes do Partido Democrático da Coreia e até membros de seu próprio Partido do Poder Popular.
Forças do exército e da polícia tentaram impedir que legisladores entrassem na Assembleia Nacional, resultando em confrontos entre as forças de segurança, manifestantes e assessores parlamentares. Apesar das tensões, todos os 190 legisladores presentes votaram unanimemente para revogar a lei marcial. Sob intensa pressão, Yoon foi forçado a revogar a medida por volta das 04h00 KST do dia 4 de dezembro de 2024.
Como resultado, Yoon sofreu impeachment em 14 de dezembro de 2024 pela Assembleia Nacional e foi suspenso do cargo enquanto aguarda a decisão final da Corte Constitucional da Coreia sobre a confirmação ou não de sua remoção da presidência. Após sua suspensão, o primeiro-ministro Han Duck-soo assumiu brevemente como presidente interino, mas também enfrentou impeachment em 27 de dezembro. Com isso, o ministro das Finanças e vice-primeiro-ministro, Choi Sang-mok assumiu interinamente a presidência.

## Investigação e mandado de prisão
Em 11 de dezembro de 2024, a polícia realizou uma operação de busca no Gabinete do Presidente da República da Coreia, com os investigadores apresentando um mandado que identificava Yoon Suk-yeol como suspeito. No entanto, o Serviço de Segurança Presidencial recusou-se a cooperar plenamente, resultando na apresentação de um número "muito limitado" de documentos e materiais pelo gabinete presidencial. No mesmo dia, buscas foram realizadas em várias outras instituições-chave, incluindo o Comando de Contra-Inteligência da Defesa, o Comando de Guerra Especial do Exército, a Agência de Polícia Metropolitana de Seul, a Agência Nacional de Polícia e o Serviço de Segurança da Assembleia Nacional. Ainda em 11 de dezembro, o ex-ministro da Defesa, Kim Yong-hyun, tentou cometer suicídio no centro de detenção onde estava sob custódia.
No dia 12 de dezembro de 2024, a polícia conduziu operações de busca na sede do Estado-Maior-Conjunto, localizada ao lado do complexo presidencial, bem como na sede do Comando de Defesa da Capital. Em 13 de dezembro, a polícia também realizou buscas na sede da Polícia da Província de Gyeonggi Nambu para investigar o papel da unidade durante a declaração de lei marcial.
Após seu impeachment em 14 de dezembro de 2024, Yoon se confinou em sua residência presidencial em Hannam-dong, Yongsan, no centro de Seul.
A Corte Constitucional da Coreia iniciou o processo formal de julgamento do impeachment de Yoon Suk-yeol em 14 de janeiro de 2025, exigindo o comparecimento pessoal do presidente afastado. Como previsto por membros da Corte, o presidente afastado descumpriu a convocação com a corte suspendendo a sessão, marcando uma segunda sessão para 16 de janeiro de 2025, na qual decidirá se confirmará a destituição formal de Yoon do cargo, seguindo o impeachment aprovado pela Assembleia Nacional.
Em 27 de dezembro, a Assembleia Nacional votou por 191–71 para criar um comitê especial para investigar acusações de insurreição contra Yoon, com mandato até 13 de fevereiro de 2025. O comitê foi formalmente aberto em 31 de Dezembro e era composto por 18 legisladores, incluindo 10 da oposição, sete do PPP e um independente.
Yoon Suk-yeol foi convocado três vezes pelo Escritório de Investigação de Corrupção para Funcionários de Alto Escalão para interrogatório sobre sua declaração de lei marcial. As convocações foram feitas em 18, 25 e 29 de dezembro de 2024, mas ele se recusou a comparecer a todas. Em resposta, o Escritório apresentou um pedido de mandado de prisão ao Tribunal Distrital de Seul em 30 de dezembro, que foi emitido no dia seguinte. O mandado possui validade de 7 dias, com o prazo final em 6 de janeiro de 2025, permitindo que os investigadores realizem múltiplas tentativas caso os esforços iniciais falhem. Caso Yoon seja detido, os investigadores terão 48 horas para solicitar um mandado de prisão formal ou deverão libertá-lo. A equipe jurídica de Yoon anunciou a intenção de contestar o mandado judicialmente, alegando que é "ilegal e inválido", sob o argumento de que o Escritório de Investigação de Corrupção não possui autoridade para solicitar tal mandado.
Em 1 de janeiro de 2025, Yoon divulgou uma declaração aos seus apoiadores afirmando: "A República da Coreia está atualmente em perigo devido a forças internas e externas que ameaçam sua soberania" e prometeu "lutar ao seu lado até o fim para proteger esta nação". Os legisladores da oposição criticaram a declaração a caracterizando como inflamatória, com o porta-voz do Partido Democrático da Coreia, Jo Seoung-lae, descrevendo Yoon como "delirante" e acusando-o de tentar incitar confrontos.

## Primeira tentativa de prisão
Nas primeiras horas da manhã de 3 de janeiro de 2025, investigadores do Escritório de Investigação de Corrupção, acompanhados por forças policiais, entraram na residência presidencial de Yoon Suk-yeol para cumprir o mandado de prisão emitido em 31 de dezembro. A equipe de execução da operação contava com 150 membros, incluindo 30 procuradores do Ministério Público da Coreia e 120 policiais da unidade especial. Do total, 80 integrantes (30 procuradores e 50 policiais) adentraram o recinto da residência, enquanto 70 policiais adicionais permaneceram de prontidão no exterior, com reforços chegando posteriormente. Yoon, teria se isolado na residência presidencial desde 14 de dezembro, após os procedimentos de impeachment.
A operação começou por volta das 7h00, horário local. Os investigadores ultrapassaram as barreiras de segurança iniciais, mas foram parados na entrada da residência pelo Chefe do Serviço de Segurança Presidencial, Park Jong-joon, que negou acesso aos investigadores. O Serviço de Segurança Presidencial citou dois artigos da Lei de Processo Penal da Coreia do Sul relativos à proteção de segredos oficiais para justificar o bloqueio do acesso aos investigadores. O chefe do Escritório, Oh Dong-woon, alertou que tentativas de obstruir a prisão de Yoon poderiam resultar em processos adicionais. O líder do Partido Democrático da Coreia, Park Chan-dae, declarou que qualquer tentativa de obstruir a operação de detenção seria acusada de cumplicidade na insurreição e obstrução das suas funções.
Segundo relatos da imprensa, os investigadores enfrentaram uma barreira humana de aproximadamente 200 membros da equipe presidencial e enfrentaram “várias pequenas e grandes brigas” durante a tentativa de execução do mandado de prisão. O Escritório de Investigação de Corrupção disse que os investigadores chegaram a 200 metros dos alojamentos de Yoon antes de serem impedidos. Após cerca de seis horas de confronto na residência de Yoon, o CIO suspendeu suas operações. As autoridades declararam posteriormente: "Determinamos que a execução do mandado de detenção seria praticamente impossível devido ao confronto contínuo e suspendemos a execução por preocupações com a segurança do pessoal no local causadas pela resistência."

### Manifestações
Após a emissão do mandado de prisão de Yoon em 31 de dezembro de 2024 e o subsequente discurso de Yoon aos seus apoiadores, milhares de manifestantes se reuniram perto da estação de Hangangjin para apoiar Yoon em meio a temperaturas que caiam para −3 °C (26,6 °F), alegando sua inocência e alegando fraude eleitoral na eleição legislativa de abril no ano anterior. Os apoiadores montaram estações de chá e lanches perto do local do protesto. Vários manifestantes pró-Yoon agitaram bandeiras americanas e sul-coreanas durante as demonstrações e gritaram slogans como "Protegeremos o Presidente Yoon Suk Yeol!" e "Anulem o impeachment!". Durante este período, Yoon manteve a comunicação com os apoiantes através de declarações públicas, assistindo aos protestos através de transmissões ao vivo no YouTube. Vários manifestantes mantiveram uma vigília durante a noite de 2 a 3 de janeiro, realizando sessões de oração na rua antes do início dos principais protestos.
Às 9h30 do dia 3 de janeiro, estimativas não oficiais da polícia estimavam que a multidão era de aproximadamente 1.200 pessoas. As forças da ordem destacaram cerca de 2.700 policias, 135 ônibus da polícia e várias unidades especializadas para evitar potenciais confrontos entre manifestantes pró-Yoon e anti-Yoon, após confrontos entre as duas partes no dia anterior. Conflitos violentos ocorreram entre partidos rivais do lado de fora do complexo presidencial, com alguns apoiadores pró-Yoon bloqueando fisicamente o acesso à residência. Bae Hoon, um manifestante anti-Yoon de 46 anos, relatou que os manifestantes foram "atingidos e agredidos várias vezes por aqueles que agitavam bandeiras nacionais". Vários apoiantes pró-Yoon deitaram-se numa estrada que leva à residência presidencial, sendo removidos por agentes coreanos logo após. Vários manifestantes tocavam tambores e gritaram palavras de ordem como "Prendam o Ministério Público!", "Nós vencemos!", "Anime-se, Yoon Suk Yeol!" ou "Anime-se, Serviço de Segurança Presidencial!"
O líder do Partido Democrático da Coreia, Park Chan-dae, acusou Yoon de "assistir a vídeos de extrema direita no YouTube na residência presidencial durante um mês e incitar forças de extrema direita", em relação à resposta dos apoiadores de Yoon.

### Reações
Durante a operação de prisão, o líder do Partido Democrático, Park Chan-dae, declarou que Yoon "...deve pagar o preço por seu crime de tentar iniciar uma guerra ordenando (durante a lei marcial) 'derrubar a porta com um machado' e 'arrastá-lo para fora, mesmo que isso signifique atirar nele'" e pediu ao Partido do Poder Popular (PPP) que parasse de defender alguém que "destruiu a ordem constitucional e a democracia", alertando que qualquer um que continuasse a defendê-lo "enfrentaria o julgamento do povo". Após a tentativa de prisão inicial malsucedida, Park chamou Yoon de "líder da insurreição" e descreveu sua prisão como a "tarefa mais urgente" da Coreia do Sul para evitar que as consequências econômicas e políticas da crise da lei marcial se agravem ainda mais. Ele exigiu a prisão imediata de todas as partes que obstruíram a tentativa de cumprimento do mandado, considerando-as "cúmplices da insurreição".
Kim Byung-joo acusou o Serviço de Segurança Presidencial de participar numa “segunda insurreição” ao impedir a prisão de Yoon.
Simultaneamente à primeira tentativa de prisão, o chefe do exército Park An-su, que serviu como comandante da lei marcial durante a declaração de Yoon em dezembro, e o oficial militar Kwak Jong-geun foram indiciados por acusações de insurreição.
A mídia estatal da Coreia do Norte caracterizou a Coreia do Sul como estando em "caos" e politicamente paralisada, publicando seus comentários sobre a situação no jornal Rodong Sinmun. A cobertura norte-coreana enfatizou o "impeachment sem precedentes" e a subsequente turbulência política, e referiu-se às instituições sul-coreanas como fantoches dos Estados Unidos.

## Segunda tentativa de prisão
Na madrugada de 15 de janeiro, o CIO, com o apoio da polícia, fez uma segunda tentativa de prender Yoon. A Agência Nacional de Polícia declarou que havia organizado aproximadamente 1 mil agentes vindos de diversas jurisdições para executar o mandado de prisão. Entre eles estavam 301 detetives da Unidade de Investigação Metropolitana da Agência de Polícia Metropolitana de Seul, 270 funcionários da Agência de Polícia da Província do Sul de Gyeonggi com experiência na Unidade de Investigação Anticorrupção, na Unidade Móvel de Investigação Criminal e na Unidade de Investigação de Crimes de Narcóticos, além de funcionários adicionais da Agência de Polícia da Província do Norte de Gyeonggi e das Unidades de Investigação Regionais de Incheon. Essa equipe seria dividida em três grupos: a equipe de entrada, encarregada de remover barreiras físicas e garantir o acesso à residência presidencial, a equipe de prisão, responsável por prender o presidente Yoon, o vice-chefe do Serviço de Segurança Presidencial, Kim Sung-ho, e quaisquer agentes que pudessem resistir à operação, e a equipe de escolta, responsável por transportar com segurança os indivíduos detidos para fora do local. Vários centros de detenção foram preparados em delegacias de polícia para resistir ao pessoal de segurança. A operação foi planejada para ser iniciada às 5h00 (KST) em 15 de janeiro, com um período de despacho de longo prazo estendendo-se até 17 de janeiro. A operação pretendia envolver equipamentos mecânicos, como guindastes e reboques, para remover barreiras físicas, mobilização da polícia de choque para controlar multidões e guerra psicológica que incluía anúncios em alto-falantes oferecendo clemência ao pessoal de segurança cooperante.
Em 14 de janeiro, uma unidade militar designada para proteger o exterior da residência aprovou a entrada de agentes anticorrupção e policiais. O Serviço de Segurança Presidencial negou a aprovação da unidade militar, afirmando que não tinha autoridade para permitir o acesso à residência de Yoon sem a aprovação secundária do serviço principal.
Às 4h20 do dia 15 de janeiro, funcionários do CIO chegaram à residência de Yoon. Uma fila de policiais se moveu em direção à residência, transmitindo mensagens alertando que qualquer um que obstruísse a operação de prisão seria preso. Seis camadas de barricadas físicas foram montadas pelo Serviço de Segurança Presidencial do lado de fora da residência. Cerca de 30 membros do Partido do Poder Popular, juntamente com os advogados Yoon Gap-geun e Kim Hong-il, formaram uma corrente humana em frente à residência para impedir a entrada. Yoon Gap-geun chamou a operação de "ilegal" e uma "rebelião interna". O vice-chefe do Serviço de Segurança Presidencial, Kim Sung-ho, que também recebeu um mandado de prisão, teve sua comunicação de rádio com outros membros do serviço secreto cortada. Vários agentes usaram escadas para escalar ônibus que estavam posicionados como barreiras na entrada e usaram alicates para romper as fortificações de arame farpado. Alguns agentes escalaram muros e utilizaram trilhos de caminhada próximos para aceder ao complexo a partir de trás do principal edifício de segurança.

### Prisão
Às 10h33, o Ministério Público anunciou que havia prendido o presidente Yoon. Pouco antes de sua prisão, Yoon divulgou uma declaração em vídeo de três minutos de duração anunciando sua decisão de cooperar com os investigadores para "evitar qualquer derramamento de sangue desagradável" após assistir às autoridades "invadirem" as barreiras de segurança da residência. Ele manteve a posição de que o seu mandado de prisão não era legalmente válido e afirmou que o Estado de direito da Coreia do Sul tinha “entrado em colapso total”. A equipe jurídica de Yoon entrou com uma objeção ao tribunal solicitando que a execução do mandado de prisão e busca fosse negada, mas a petição foi rejeitada em 5 de janeiro. O chefe do Gabinete de Administração do Tribunal declarou publicamente que a opinião predominante nos tribunais é que a detenção foi legal.

### Consequências
O líder do Partido Democrático, Park Chan-dae, descreveu a segunda tentativa bem-sucedida de prisão como "o primeiro passo" para o retorno da Coreia do Sul à democracia e à sua ordem constitucional, ao mesmo tempo que afirmou que "a justiça na Coreia do Sul está viva".
Após sua prisão e interrogatório, as autoridades planejaram deter Yoon no Centro de Detenção de Seul, em Uiwang, província de Gyeonggi, localizado a aproximadamente cinco quilômetros do escritório do CIO. Segundo a lei sul-coreana, as autoridades tinham 48 horas para obter um mandado de prisão, sem o qual Yoon seria libertado. Um interrogatório começou às 11h no Complexo Governamental de Gwacheon, onde Yoon foi interrogado na presença de seu advogado de defesa, Yoon Gap-geun. Agentes do Serviço de Segurança foram mobilizados em todo o prédio do Escritório de Investigação de Corrupção. O procurador-chefe adjunto Lee Jae-seung conduziu a sessão inicial de interrogatório de duas horas e meia, seguida pelo procurador-chefe Lee Dae-hwan após um intervalo de uma hora. Os promotores prepararam um extenso questionário de 200 páginas para a investigação. No entanto, Yoon teria se recusado a fornecer respostas verbais ou declarações escritas às perguntas dos promotores. O processo não foi gravado devido à recusa de Yoon em consentir com a documentação em vídeo.
A equipe de Yoon divulgou uma "Carta ao Povo" em sua conta do Facebook após a prisão, que teria sido escrita por ele no papel no início de 2025. Grande parte da carta se concentrou nas justificativas de Yoon para declarar a lei marcial, nas alegações de potencial "fraude" eleitoral e nas vulnerabilidades sistêmicas do sistema eleitoral da Coreia do Sul, enfatizando os sucessos de suas políticas e seu compromisso com a democracia liberal e as liberdades individuais contra o totalitarismo e a tirania da maioria.
Em 15 de janeiro, a equipe de defesa criminal de Yoon entrou com uma petição de revisão de habeas corpus no Tribunal Distrital Central de Seul; no entanto, em 16 de janeiro, o tribunal negou a petição. Em 16 de janeiro, sua equipe apresentou uma queixa de insurreição contra o chefe do CIO, Oh Dong-woon, o chefe do Gabinete Nacional de Investigação, Woo Jong-soo, e vários outros pela prisão de Yoon.
Em 17 de janeiro, o chefe interino do Serviço de Segurança Presidencial, Kim Seong-hoon, foi detido por suspeita de ajudar a bloquear a prisão de Yoon.